# Departamento de Correcciones de Misisipi

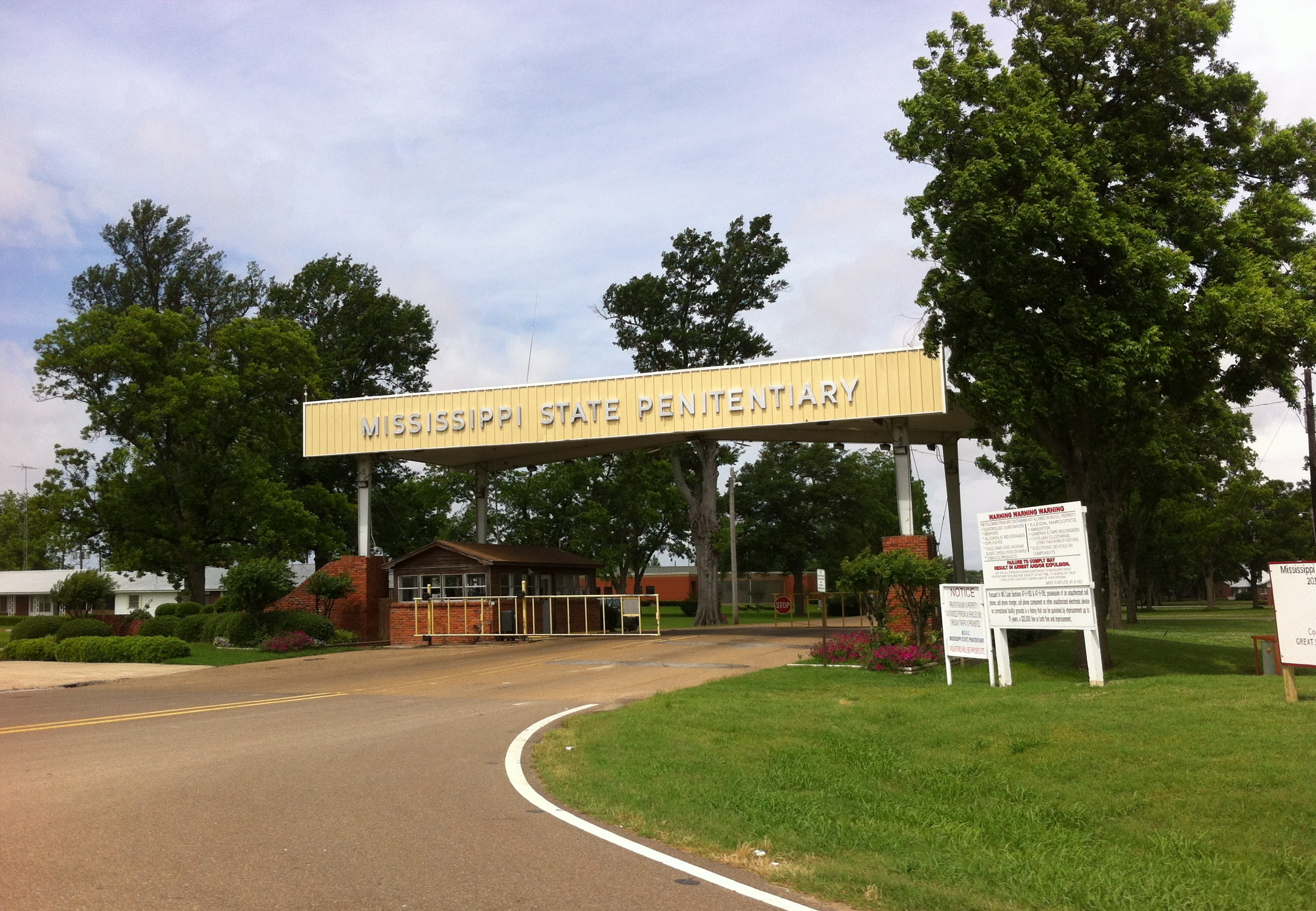
Mississippi State Penitentiary.

El Departamento de Correcciones de Misisipi (en inglés: Mississippi Department of Corrections, MDOC) es una agencia del Estado de Misisipi en los Estados Unidos. La agencia tiene su sede en Jackson. El departamento gestiona prisiones y cárceles. Gestiona tres prisiones estatales, incluyendo Mississippi State Penitentiary, Central Mississippi Correctional Facility y South Mississippi Correctional Institution. Tiene seis prisiones privadas, incluyendo Delta Correctional Facility, East Mississippi Correctional Facility, Marshall County Correctional Facility, Tallahatchie County Correctional Facility, Wilkinson County Correctional Center y Walnut Grove Youth Correctional Facility.